# موتور پروتئین

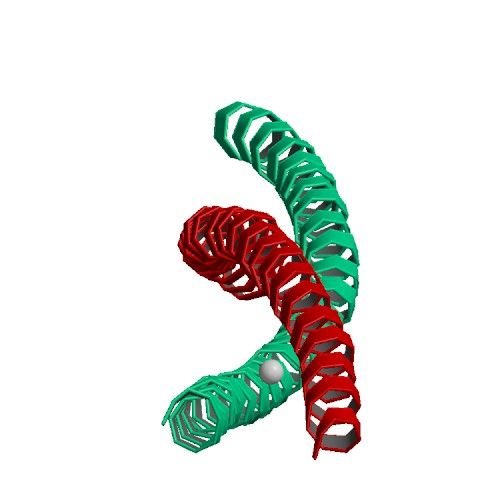
مرتبط

موتورپروتئین‌ها به کلاسی از موتورهای مولکولی گفته می‌شود که قادر به حرکت در امتداد سطوح یک بستر مناسب هستند. آنها توسط هیدرولیز از آدنوزین تری‌فسفات انرژی شیمیایی را به نیروی مکانیکی تبدیل می‌کنند. این پروتئین‌ها دارای تاژک چرخان است، اما انرژی آن توسط یک پمپ پروتون تأمین می‌شود.

## عملکردهای سلولی
بهترین نمونه بارز از یک موتورپروتئین، پروتئین عضله به نام میوزین است که «موتور» انقباض فیبرهای عضلانی در حیوانات می‌باشد. موتورپروتئین‌ها نیروی محرکه بسیاری از حمل و نقل فعال در پروتئین‌ها و وزیکولها در سیتوپلاسم است.